# گوگل دودل

در نشان نوروزی ۹۴ گوگل، که برای کاربران ایران، افغانستان، آذربایجان، ترکمنستان، قرقیزستان و ازبکستان به نمایش در می‌آید، از گل و سبزه و زنبور استفاده شده‌است.

گوگل دودل (به انگلیسی: Google Doodle) تغییر موقتی از لوگوی اصلی گوگل در صفحه اصلیش است که در مناسبت‌های خاص مانند تولد اشخاص مهم، سال نو، تعطیلات ویژه به جای لوگوی اصلی بکار می‌رود.
این دودل‌ها توسط طراحان دودل خلق می‌شوند. از زمان شروع المپیک ۲۰۱۲ لندن هر روز گوگل دودل که به یکی از ورزش‌ها اختصاص داشت در صفحه اصلی این سایت دیده می‌شد. همچنین گوگل از سال ۲۰۰۴ به مناسبت نوروز دودل‌های ویژه‌ای طراحی کرده‌است.
گوگل گاهی به مناسب تولد هنرمندان، دانشمندان و سیاست‌مداران بزرگ جهان که تأثیر قابل توجهی داشته‌اند، نشان خود را تغییر داده است که از این بین می‌توان به بوعلی سینا،اندی وارهول، آلبرت اینشتین، لئوناردو دا وینچی، رابیندرانات تاگور، لوئی بریل، ادوارد مونک، نیکولا تسلا، بلا بارتوک، رنه ماگریت، جان لنون، مایکل جکسون، آکیرا کوروساوا، اچ. جی. ولز، فردی مرکوری، ساموئل مورس، هانس کریستین اورستد، ماهاتما گاندی، دنیس گابور، کنستانتین برانکوزی، آنتونیو ویوالدی و ژول ورن و فردریک داگلاس اشاره کرد.

## دودل برای گوگل
گوگل همه ساله مسابقه‌ای را برای معرفی یک دودل جدید تحت عنوان دودل برای گوگل برگزار می‌کند.
گوگل مسابقاتی را برای دانش‌آموزان مدرسه برگزار می‌کند تا Doodle Google خود را بسازند که به آن "Doodle 4 Google" گفته می‌شود. طرح‌های منتخب روی وب‌سایت Doodle4Google بارگذاری می‌شوند، جایی که عموم مردم می‌توانند به برنده رأی دهند، کسی که برنده یک سفر به Googleplex و میزبانی doodle برنده به مدت ۲۴ ساعت در وب‌سایت Google است.
این رقابت در انگلستان آغاز شد و از آن زمان به ایالات متحده و سایر کشورها گسترش یافته‌است. این مسابقه همچنین در سال ۲۰۰۸ در ایرلند برگزار شد. گوگل در سال ۲۰۰۹ مسابقه Google Doodle 4 را برای هند اعلام کرد و doodle برنده در ۱۴ نوامبر در صفحه اصلی Google India نمایش داده شد. مسابقه مشابهی در سنگاپور بر اساس موضوع «سنگاپور ما» در ژانویه ۲۰۱۰ راه‌اندازی شد و ورودی برنده از بین بیش از ۳۰۰۰۰ ورودی دریافت شده انتخاب شد. طرح برنده در روز ملی سنگاپور در صفحه اصلی گوگل سنگاپور نشان داده شد. بار دیگر در سال ۲۰۱۵ در سنگاپور برگزار شد و موضوع آن «سنگاپور: ۵۰ سال آینده» بود.